# コライ・ギュンター
コライ・ギュンター（Koray Günter，1994年8月16日 - ）は、ドイツ・ノルトライン＝ヴェストファーレン州ヘクスター出身のサッカー選手。セリエA・UCサンプドリア所属。ポジションはディフェンダー。

## 経歴
2014年1月30日、ガラタサライSKに4年半契約で移籍した。移籍金は250万ユーロだが、700万ユーロでドルトムントが買い戻せるオプションが付いている。2016年7月12日のFCトゥーンとの親善試合で全十字靭帯を負傷したが、翌年1月にはチームに合流した。
2018年7月12日、ジェノアCFCに移籍金なしで加入。
2019年7月19日、セリエA昇格クラブのエラス・ヴェローナFCにレンタルで1シーズンのみの加入が発表。
2020年9月2日に完全移籍が決定した。